# 内海弘蔵
内海 弘蔵（うつみ こうぞう、明治5年3月24日（1872年5月1日） - 昭和10年（1935年）12月7日）は、神奈川県出身の国文学者、歌人。号は月杖（げつじょう）。

## 経歴
神奈川県生まれ。獨逸学協会学校、第一高等中学を経て、1898年（明治31年）に東京帝国大学国文科を卒業。早稲田大学等の講師を経て1904年、明治大学講師に就任、後に教授。また、落合直文の短歌結社「浅香社」に参加し、歌人としても活動した。
『平家物語』や『方丈記』などの注釈書を著しており、特に『徒然草』を兼好の「一大趣味論」とした『徒然草評釈』で知られる。

### 野球発展への功績
1910年に明治大学硬式野球部が創設されると同時に部長を務めることになった。更に1911年に展開された野球害毒論に対しては率先して反論し、演説会で「まず謬見を去れ」などと説いた。
1929年に野球部部長を辞任後も東京六大学野球最高顧問として早慶戦復活に尽力しつつ、1935年には名古屋金鯱軍の結成にも関わるなど幅広く活躍した。
1973年に野球殿堂入り。
2006年に完成した明大野球部練習グラウンドは島岡吉郎とともに「明治大学内海・島岡ボールパーク」と命名されている。